# Distretto di Honoria
Il distretto di Honoria è uno dei cinque distretti della provincia di Puerto Inca, in Perù. Si trova nella regione di Huánuco e si estende su una superficie di 798.05 chilometri quadrati.